# Béthancourt-en-Vaux
Béthancourt-en-Vaux és un municipi francès situat al departament de l'Aisne i a la regió dels Alts de França. L'any 2007 tenia 386 habitants.

## Demografia

### Població
El 2007 la població de fet de Béthancourt-en-Vaux era de 386 persones. Hi havia 136 famílies de les quals 32 eren unipersonals (16 homes vivint sols i 16 dones vivint soles), 44 parelles sense fills, 52 parelles amb fills i 8 famílies monoparentals amb fills.
La població ha evolucionat segons el següent gràfic:
Habitants censats

### Habitatges
El 2007 hi havia 159 habitatges, 144 eren l'habitatge principal de la família, 6 eren segones residències i 9 estaven desocupats. Tots els 159 habitatges eren cases. Dels 144 habitatges principals, 132 estaven ocupats pels seus propietaris, 11 estaven llogats i ocupats pels llogaters i 1 estava cedit a títol gratuït; 1 tenia una cambra, 1 en tenia dues, 21 en tenien tres, 44 en tenien quatre i 77 en tenien cinc o més. 125 habitatges disposaven pel capbaix d'una plaça de pàrquing. A 63 habitatges hi havia un automòbil i a 73 n'hi havia dos o més.

### Piràmide de població
La piràmide de població per edats i sexe el 2009 era:
| Homes | Edats   | Dones |
| ----- | ------- | ----- |
| 0     | 95 o +  | 0     |
| 0     | 90 a 94 | 0     |
| 0     | 85 a 89 | 8     |
| 4     | 80 a 84 | 8     |
| 8     | 75 a 79 | 8     |
| 0     | 70 a 74 | 4     |
| 12    | 65 a 69 | 4     |
| 8     | 60 a 64 | 16    |
| 20    | 55 a 59 | 0     |
| 8     | 50 a 54 | 16    |
| 12    | 45 a 49 | 8     |
| 28    | 40 a 44 | 16    |
| 20    | 35 a 39 | 16    |
| 20    | 30 a 34 | 12    |
| 12    | 25 a 29 | 4     |
| 12    | 20 a 24 | 4     |
| 4     | 15 a 19 | 20    |
| 16    | 10 a 14 | 12    |
| 12    | 5 a 9   | 8     |
| 4     | 0 a 4   | 0     |

## Economia
El 2007 la població en edat de treballar era de 260 persones, 190 eren actives i 70 eren inactives. De les 190 persones actives 175 estaven ocupades (101 homes i 74 dones) i 15 estaven aturades (4 homes i 11 dones). De les 70 persones inactives 22 estaven jubilades, 21 estaven estudiant i 27 estaven classificades com a «altres inactius».

### Ingressos
El 2009 a Béthancourt-en-Vaux hi havia 150 unitats fiscals que integraven 412 persones, la mediana anual d'ingressos fiscals per persona era de 17.844 €.

### Activitats econòmiques
Dels 6 establiments que hi havia el 2007, 1 era d'una empresa alimentària, 4 d'empreses de comerç i reparació d'automòbils i 1 d'una entitat de l'administració pública.
L'únic establiment comercial que hi havia el 2009 era una fleca.
L'any 2000 a Béthancourt-en-Vaux hi havia 5 explotacions agrícoles.

## Equipaments sanitaris i escolars
El 2009 hi havia una escola elemental integrada dins d'un grup escolar amb les comunes properes formant una escola dispersa.

## Poblacions més properes
El següent diagrama mostra les poblacions més properes.